# Яковское (Закарпатская область)
Яковское (укр. Яківське) — село в Полянской сельской общине Мукачевского района Закарпатской области Украины.
Население по переписи 2001 года составляло 335 человек. Почтовый индекс — 89311. Телефонный код — 3133. Занимает площадь 4,48 км². Код КОАТУУ — 2124084205.